# Radical 131
Le radical 131, qui signifie le ministre, est un des 29 des 214 radicaux chinois répertoriés dans le dictionnaire de Kangxi composés de six traits.
Le caractère Unicode de 臣 est 81E3.

## Caractères avec le radical 131
| nombre de traits          | caractères |
| ------------------------- | ---------- |
| Sans trait supplémentaire | 臣         |
| 2 traits supplémentaires  | 臤 臥      |
| 6 traits supplémentaires  | 臦         |
| 8 traits supplémentaires  | 臧         |
| 11 traits supplémentaires | 臨 臩      |